# Święty Ursmar
Święty Ursmar (ur. 27 lipca 644 we Floyon, zm. zapewne 19 kwietnia 713 w Lobbes nad Sambrą) – benedyktyński opat, biskup opactwa Lobbes, święty Kościoła katolickiego.
Był nauczycielem św. Ermina i pierwszym opatem klasztoru św. Piotra w Lobbes (Prowincja Hainaut) założonego przez św. Landolina. Założył opactwa w Aulne i Wallers w Belgii.
Jest patronem dzieci, które późno zaczynają chodzić.
Jego wspomnienie liturgiczne w Kościele katolickim obchodzone jest 19 kwietnia.

## Źródło internetowe
- St. Ursmar – Catholic OnLine (ang.)
- Ursmar z Lobbes – Ekumeniczny leksykon świętych, Ökumenisches Heiligenlexikon (niem.)